# Grazalema
Grazalema település Spanyolországban, Cádiz tartományban. Grazalema Villaluenga del Rosario, Benaocaz, El Bosque, Prado del Rey, Zahara de la Sierra, El Gastor, Ronda, Montejaque és Montecorto községekkel határos. Lakosainak száma 1998 fő (2024).

## Népesség
A település népessége az utóbbi években az alábbiak szerint változott:
| Lakosok száma | 2230 | 2178 | 2243 | 2205 | 2206 | 2165 | 2144 | 2027 | 2030 | 1998 |
|               | 2001 | 2004 | 2006 | 2009 | 2011 | 2014 | 2016 | 2019 | 2021 | 2024 |